# Virginia Slims of Boston
Il Virginia Slims of Boston è stato un torneo femminile di tennis giocato dal 1971 al 1984. Si è disputato a Boston, Massachusetts negli USA su campi in cemento indoor dal 1971 al 1980 e su campi in sintetico indoor dal 1981 al 1984. Nel 1971 è stato denominato Virginia Slims Nationals e si è giocato a Winchester.

## Albo d'oro

### Singolare
| Anno | Campionessa             | Finalista               | Punteggio     |
| ---- | ----------------------- | ----------------------- | ------------- |
| 1971 | Billie Jean King        | Rosemary Casals         | 4–6, 6–2, 6–3 |
| 1972 | Non disputato           | Non disputato           | Non disputato |
| 1973 | Margaret Court          | Billie Jean King        | 6–2, 6–4      |
| 1974 | Non disputato           | Non disputato           | Non disputato |
| 1975 | Martina Navrátilová     | Evonne Goolagong Cawley | 6–2, 4–6, 6–3 |
| 1976 | Evonne Goolagong Cawley | Virginia Wade           | 6–2, 6–0      |
| 1977 | Non disputato           | Non disputato           | Non disputato |
| 1978 | Evonne Goolagong Cawley | Chris Evert             | 4–6, 6–1, 6–4 |
| 1979 | Dianne Fromholtz        | Sue Barker              | 6–2, 7–6      |
| 1980 | Tracy Austin            | Virginia Wade           | 6–2, 6–1      |
| 1981 | Chris Evert-Lloyd       | Mima Jaušovec           | 6–4, 6–4      |
| 1982 | Kathy Jordan            | Wendy Turnbull          | 7–5, 1–6, 6–4 |
| 1983 | Wendy Turnbull          | Sylvia Hanika           | 6–4, 3–6, 6–4 |
| 1984 | Hana Mandlíková         | Helena Suková           | 7–5, 6–0      |

### Doppio
| Anno | Campionesse                          | Finaliste                           | Punteggio     |
| ---- | ------------------------------------ | ----------------------------------- | ------------- |
| 1971 | Rosemary Casals Billie Jean King     | Françoise Dürr Ann Haydon-Jones     | 6–4, 7–5      |
| 1972 | Non disputato                        | Non disputato                       | Non disputato |
| 1973 | Rosie Casals Billie Jean King        | Françoise Dürr Betty Stöve          | 6–4, 6–2      |
| 1974 | Non disputato                        | Non disputato                       | Non disputato |
| 1975 | Rosemary Casals Billie Jean King     | Chris Evert Martina Navrátilová     | 6–3, 6–4      |
| 1976 | Mona Schallau Ann Kiyomura           | Rosemary Casals Françoise Dürr      | 3–6, 6–1, 7–5 |
| 1977 | Non disputato                        | Non disputato                       | Non disputato |
| 1978 | Billie Jean King Martina Navrátilová | Evonne Goolagong Cawley Betty Stöve | 6–3, 6–2      |
| 1979 | Kerry Reid Wendy Turnbull            | Sue Barker Ann Kiyomura             | 6–4, 6–2      |
| 1980 | Rosemary Casals Wendy Turnbull       | Billie Jean King Ilana Kloss        | 6–4, 7–6      |
| 1981 | Barbara Potter Sharon Walsh          | JoAnne Russell Virginia Ruzici      | 6–7, 6–4, 6–3 |
| 1982 | Kathy Jordan Anne Smith              | Rosemary Casals Wendy Turnbull      | 7–6, 2–6, 6–4 |
| 1983 | Jo Durie Ann Kiyomura                | Kathy Jordan Anne Smith             | 6–3, 6–1      |
| 1984 | Barbara Potter Sharon Walsh          | Andrea Leand Mary Lou Daniels       | 7–6, 6–0      |